# Ганеев, Марат Саидович
Марат Саидович Ганеев (род. 6 декабря 1964, Казань) — советский и российский велогонщик. Заслуженный мастер спорта СССР (1989)

## Биография
Спортивную карьеру начал в Куйбышеве, где базировалась одна из сильных советских команд. В возрасте 17 лет он выигрывал две медали чемпионата мира среди юниоров.
В 1984 году стал серебряный призёр соревнований "Дружба-84" в командной
гонка преследования.
В 1988 году стал чемпионом СССР в гонке по очкам и бронзовым призёром Олимпийских игр в Сеуле. Его тренером был 
Владимир Петрович Петров.
Победитель Тура Марокко (1985), призёр Тура Греции (1985), Тура Египта (1986), Гран-при Марселя Кинта (1995). В паре с Константином Храбцовым победил на 6-дневной парной гонке на треке среди профессионалов Шесть дней Москвы. Победитель и двукратный призёр спартакиады народов СССР, 15 кратный чемпион и многократный призёр Вооружённых Сил СССР, 6-и кратный чемпион СССР, 2-х кратный победитель кубка СССР, 
После 1988 году ушёл в профессиональный велоспорт. Завершил карьеру в 1998 году.
Проживает в Тольятти.

## Достижения
- 1981 — Серебро в индивидуальной гонке преследования на треке на чемпионате мира среди юниоров.
- 1981 — Золото в командной гонке преследования на треке в чемпионате мира среди юниоров.
- 1982 — Серебро в индивидуальной гонке преследования на треке на чемпионате мира среди юниоров.
- 1985 — Бронза в индивидуальной гонке преследования на треке на чемпионате мира.
- 1987 — Золото в гонке по очкам на треке на чемпионате мира.
- 1988 — Золото в гонке по очкам на треке в чемпионате СССР.
- 1988 — Бронза в гонке по очкам на треке на Олимпийских играх 1988 года
- 1989 — Бронза в командной гонке преследования на треке на чемпионате СССР.